# Đường, Bảo Định
Đường (chữ Hán giản thể: 唐县, âm Hán Việt: Đường huyện) là một huyện thuộc địa cấp thị Bảo Định, tỉnh Hà Bắc, Cộng hòa Nhân dân Trung Hoa. Huyện này có diện tích 1417 ki-lô-mét vuông, dân năm 1999 là 517.348 người. Mã số bưu chính là 072350. Chính quyền huyện đóng ở trấn Nhân Hậu. Về mặt hành chính, huyện Đường được chia thành 7 trấn, 13 hương. Tổng cộng có 345 thôn hành chính.
- Trấn: Nhân Hậu, Vương Kinh, Cao Xương, Xuyên Lý, Quân Thành, Bạch Hợp, Bắc La.
- Hương: Đô Đình, Nam Điếm, La Trang, Bạc Thủy, Đại Dương, Bắc Điếm Đầu, Mật Thành, Tề Gia Tả, Thạch Môn, Dương Giác, Trường Cổ Thành, Hoàng Thạch Khẩu, Đảo Mã Quan.